# ابوبکر محمد بن عباس خوارزمی
ابوبکر محمد بن عباس خوارزمی معروف به طبرخزی از دانشمندان معروف ادب عرب است. اصل وی از خوارزم و مادرش از طبرستان و خواهر محمد بن جریر طبری بود. وی در حفظ اشعار و ایام و اخبار عرب و در لغت و نحو و شعر و ادب عربی کم‌نظیر بود. از آثار او رسائل خوارزمی است که در ادب عرب امتیاز دارد. او در سال ۳۸۳ (قمری) درگذشت.

## آثار
از آثار او این موارداست:
- رسائل خوارزمی
- دیوان شعر وی که بارها از جمله در تهران چاپ شده است. [۲][نیازمند منبع]
- نامه معروف وی به شیعیان نیشابور را صادق آیینه‌وند در دو جلد با عنوان ادبیات انقلاب در شیعه ترجمه و شرح کرده است.[نیازمند منبع]
- مفید العلوم و مبید الهموم[نیازمند منبع]